# Erdős Mihály (műrepülő)
Erdős Mihály (1939 –) pilóta, műrepülő.

## Életpályája
1968 előtt mint társadalmi repülőoktató tevékenykedett az MHSZ-nél. 1968-ban tagja volt a Magdeburgban rendezett V. műrepülő világbajnokság magyar csapatának Durucz Jenővel, Farkas Sándorral, Farkas Gyulával és Kovács Pállal együtt, majd csapattag volt a következő, 1970-es angliai vb-n is.
1971-től 1977-ig a honvédség keretein belül tevékenykedő térképészeti és rádió-felderítő egységnél repült AN–2 és L–410 típusú gépen, valamint a LI–2-esen, melyet azonban típusként nem kapott meg, mivel az közben selejtezésre került.
13 honvédségnél töltött év után lett nyugdíjas, de utána is repült és oktatott is műrepülést Budaörsön.